# بیلی‌تاون (آلاباما)
بیلی‌تاون (به انگلیسی: Baileytown) یک منطقهٔ مسکونی در ایالات متحده آمریکا است که در شهرستان جکسون، آلاباما واقع شده‌است. بیلی‌تاون ۵۲۰٫۰ متر بالاتر از سطح دریا قرار دارد.